# Abou Diaby
Vassiriki Abou Diaby (Párizs, 1986. május 11. –) francia labdarúgó.

## Pályafutása
Diaby Párizsban született, 13 évesen csatlakozott a helyi Paris Saint-Germain-hez, annak ellenére, hogy a Marseille szurkolója volt. Két évvel később elhagyta a klubot.
2003-ban került az Auxerre-hez, 2004-ben írt alá profi szerződést a csapatnál. A 2004–05-ös és a 2005–06-os szezonban is öt-öt mérkőzést játszott. Első felnőtt mérkőzését a Rennes ellen játszotta csereként beállva, 2004. augusztus 14-én.

### Arsenal
2006-ig kizárólag az Auxerre csapatában játszott, majd 2006. január 12-én az Arsenal FC labdarúgója lett közel 2 millió fontért. Itt a 2-es mezszámot kapta meg: ezt legutóbb Lee Dixon viselte a klubnál. Az Everton ellen debütált csereként 2006. január 21-én. Első gólját április 1-jén szerezte az Aston Villa ellen. Első fél szezonja jól sikerült: kilenc bajnoki meccsen és több Bajnokok Ligája-találkozón is szerepelt, egy gólt is szerzett védekező középpályás létére. A Sunderland ellen azonban súlyosan megsérült. A 90. percben 3–0-s vezetésre állt a csapat, Diaby a középpályán vitte a labdát, és egy teljesen ártalmatlan helyzetben a debütáló Dan Smith szándékosan, durván felrúgta, emiatt kilenc hónapra kidőlt a sorból.
2007 januárjában az Arsenal az Anfield Roadon mérkőzött meg a Liverpool FC-vel egy Ligakupa-mérkőzésen, az Ágyúsok 6–3-ra nyertek. Diaby csereként állt be, először játszott súlyos sérülését követően. Ezután szerepet kapott a február 25-én, Cardiffban tartott Ligakupa-döntőben is, amit az Arsenal 2–1-re elveszített a Chelsea-vel szemben. Diaby egy szöglet után véletlenül fejbe rúgta az ellenfél védőjét, John Terryt, akinek életét az Arsenal fizioterapeutája, Gary Lewin mentette meg.

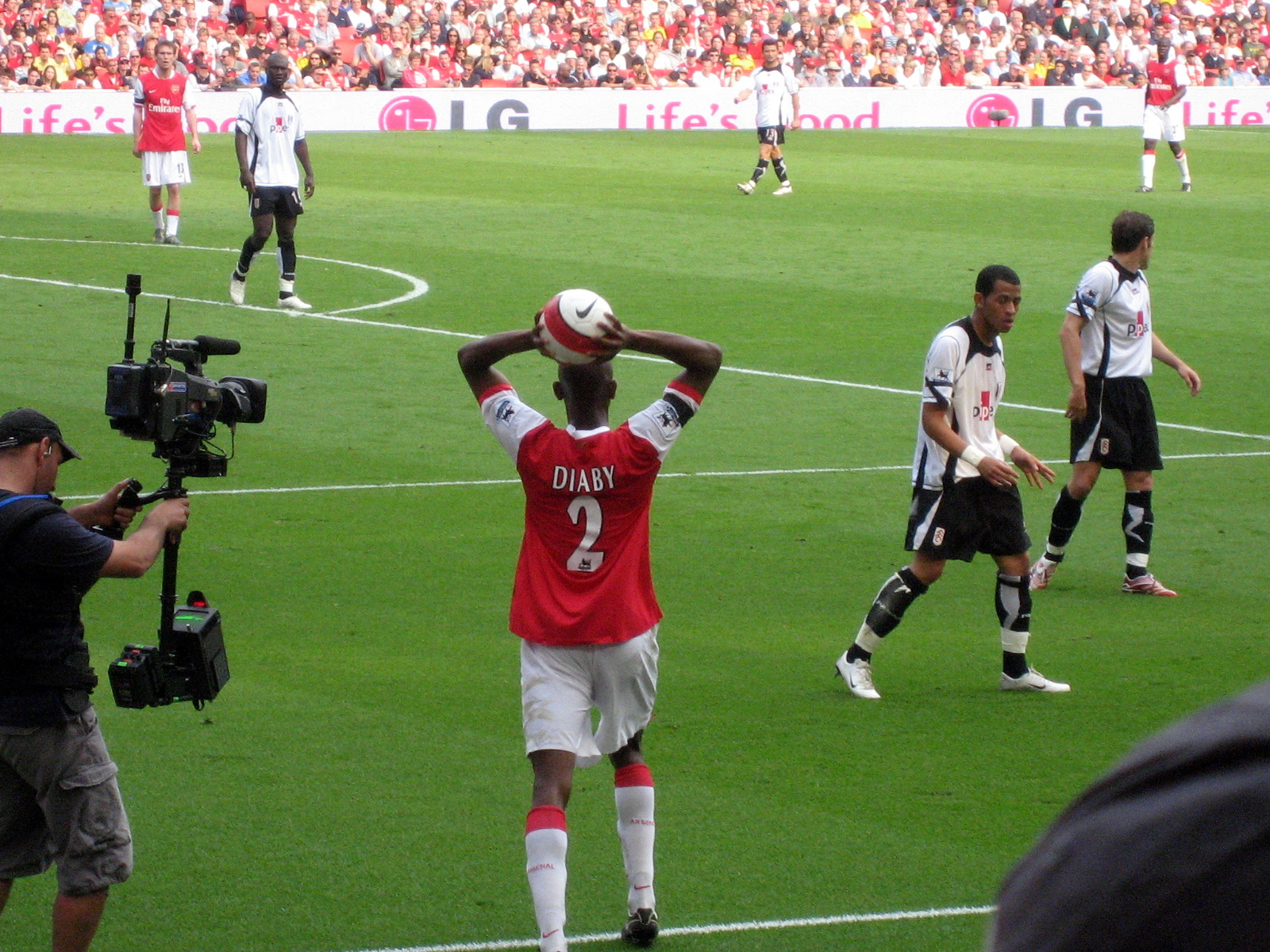
Diaby a Fulham ellen

Márciusban győztes gólt szerzett az Aston Villa ellen, jó játékának köszönhetően az Arsenal.com felhasználói a hónap játékosának választották.
A 2007–2008-as idény elején kisebb sérülést szedett össze, így Arsène Wengernek nélkülöznie kellett egy darabig, de már visszatértének második mérkőzésén a régi formájába lendült, ráadásul óriási bombagólt is lőtt a Derby County ellen 5–0-ra megnyert mérkőzésen. 2007. december 12-én megszerezte első Bajnokok Ligája gólját a Steaua București ellen. Első piros lapját az Arsenalban 2008. március 29-én kapta a Bolton Wanderers ellen. 2008. április 8-án ismét eredményes volt a Bajnokok Ligájában, ezúttal a Liverpool ellen.

## Sikerei, díjai

### Arsenal
- Győztes

Emirates-kupa: 2007
Amszterdam-kupa: 2007
- Ezüstérmes

Ligakupa: 2007

## Statisztika
2013. február 3. szerint
| Csapat              | Szezon              | Bajnokság | Bajnokság | Bajnokság | Kupa  | Kupa | Kupa     | UEFA  | UEFA | UEFA     | Összesen | Összesen | Összesen |
| Csapat              | Szezon              | Mérk.     | Gól       | Gólpassz  | Mérk. | Gól  | Gólpassz | Mérk. | Gól  | Gólpassz | Mérk.    | Gól      | Gólpassz |
| ------------------- | ------------------- | --------- | --------- | --------- | ----- | ---- | -------- | ----- | ---- | -------- | -------- | -------- | -------- |
| AJ Auxerre          | 2004–05             | 5         | 0         | 0         | 0     | 0    | 0        | 2     | 0    | 0        | 7        | 0        | 0        |
| AJ Auxerre          | 2005–06             | 5         | 1         | 0         | 0     | 0    | 0        | 2     | 0    | 0        | 7        | 1        | 0        |
| AJ Auxerre Összesen | AJ Auxerre Összesen | 10        | 1         | 0         | 0     | 0    | 0        | 4     | 0    | 0        | 14       | 1        | 0        |
| Arsenal             | 2005–06             | 12        | 1         | 1         | 2     | 0    | 0        | 2     | 0    | 0        | 16       | 1        | 1        |
| Arsenal             | 2006–07             | 12        | 1         | 0         | 5     | 0    | 1        | 1     | 0    | 0        | 18       | 1        | 1        |
| Arsenal             | 2007–08             | 15        | 1         | 1         | 7     | 1    | 1        | 6     | 2    | 0        | 28       | 4        | 2        |
| Arsenal             | 2008–09             | 24        | 3         | 2         | 5     | 0    | 0        | 7     | 1    | 0        | 36       | 4        | 2        |
| Arsenal             | 2009–10             | 29        | 6         | 4         | 1     | 0    | 0        | 10    | 1    | 2        | 40       | 7        | 6        |
| Arsenal             | 2010–11             | 16        | 2         | 3         | 3     | 0    | 0        | 1     | 0    | 0        | 20       | 2        | 3        |
| Arsenal             | 2011–12             | 4         | 0         | 0         | 0     | 0    | 0        | 1     | 0    | 0        | 5        | 0        | 0        |
| Arsenal             | 2012–13             | 10        | 0         | 0         | 3     | 0    | 1        | 1     | 0    | 0        | 14       | 0        | 1        |
| Arsenal Összesen    | Arsenal Összesen    | 122       | 14        | 11        | 26    | 1    | 3        | 29    | 4    | 2        | 177      | 19       | 16       |
| Összesen            | Összesen            | 132       | 15        | 11        | 26    | 1    | 3        | 33    | 4    | 2        | 191      | 20       | 16       |